# Prince Charming (singolo)
Prince Charming è un singolo del gruppo musicale britannico Adam and the Ants, pubblicato nel 1981.

## Il brano
Il brano è stato scritto da Adam Ant e Marco Pirroni ed estratto dall'album omonimo.

## Tracce
- 7"

1. Prince Charming
2. Christian D'or